# Маколи, Джеймс
Джеймс Филлип Маколи (англ. James Phillip McAuley; 12 октября 1917 — 15 октября 1976) — австралийский поэт, журналист, литературный критик и видный деятель католицизма.

## Жизнь и карьера
Маколи родился в  Лакемба, в пригороде Сиднея. Получил образование в средней школе в Форт-стрите, после поступил в Сиднейский университет, где специализировался в английском и латинском языках и в философии. В 1937 году он редактировал ежегодный литературный журнал  Сиднейского университета  Hermes, в котором были опубликованы многие из его стихов написанных до 1941 года.
В юности был приверженцем англиканства, был органистом и хормейстером в Свято-Троицкой церкви,  Далуич Хилл в Сиднее.
В 1943 году Маколи был произведён в лейтенанты милиции австралийской армии, служил в Мельбурне в Управлении исследований и гражданской обороны (Dorca) и в Канберре. После войны несколько лет служил в Новой Гвинее, которую считал своей второй «духовной родиной».
Маколи стал известен в 1943—1944 годах после литературной мистификации «поэта Эрна Марли». Совместно с поэтом Гарольдом Стюартом Маколи написал шестнадцать нонсенс-стихов в псевдо-экспериментальном модернистском стиле. Затем они отправили их молодому редактору литературного журнала Angry Penguins  Максу Харрису. Стихи были опубликованы Харрисом и стали самой знаменитой литературной мистификаций Австралии.
В студенческие годы Маколи был под влиянием как коммунистических взглядов, так и анархических, но все же остался на антикоммунистической позиции на протяжении всей своей дальнейшей жизни.
В 1952 году Маколи обратился в католицизм, что стало причиной конфликта с отцом. Это произошло в приходе Святого Чарльза в Райде. Позже священник прихода Святого Духа в  Северном Райде познакомил его с австралийским музыкантом  Ричардом Коннолли. Они впоследствии сотрудничают и создают самую значительную на сегодняшний день коллекцию австралийских католических песнопений, под названием «Hymns for the Year of Grace». В 1956 году Маколи и Ричард Крайгьер основали литературный журнал, ''Quadrant'', в котором Маколи занимал должность главного редактора до 1963 года. В 1961 году был избран профессором английского языка в Университете Тасмании.
Портрет Маколи кисти Джека Смита Карингтона выиграл в 1963 году премию Арчибальда.
Джеймс Маколи умер от рака в 1976 году, в возрасте 59 лет, в Хобарте.